# کریس ساراندون
کریس ساراندون (انگلیسی: Chris Sarandon؛ زادهٔ ۲۴ ژوئیهٔ ۱۹۴۲) یک هنرپیشه اهل ایالات متحده آمریکا است. وی از سال ۱۹۶۹ میلادی تاکنون مشغول فعالیت بوده‌ است.
از فیلم‌ها یا برنامه‌های تلویزیونی که وی در آن نقش داشته‌است، می‌توان به کابوس قبل از کریسمس، بعد از ظهر سگی، امن، بازی بچگانه، شب وحشت، بردگان نیویورک، بگذار شیطان سیاه بپوشد و داستان دو شهر اشاره کرد.